# Angelo Pellacani
Angelo Pellacani (Piacenza, 12 ottobre 1891 – 1936) è stato un arbitro di calcio e calciatore italiano, di ruolo portiere.

## Carriera
Nella stagione 1914-1915 ha difeso la porta del Pavia, con il quale ha vinto il campionato di Promozione. Nel giugno 1917 ha giocato con il Milan l'amichevole vinta contro la Nazionale belga (6-4). In seguito prosegue l'attività nel milanese con varie squadre e rappresentative locali.
Terminata la carriera calcistica, entra nei quadri arbitrali federali, arbitrando per la Sezione di Milano.